# Daniel Blackburn
Pour les articles homonymes, voir Blackburn (homonymie).
Daniel Clark Blackburn (né le 20 mai 1983 à Montréal, dans la province de Québec au Canada) est un joueur professionnel canadien de hockey sur glace qui évoluait au poste de gardien de but.

## Carrière
À l'adolescence, il déménage en Alberta où il joue ses premières saisons juniors. Il se joint au Ice de Kootenay où il remporte quelques honneurs individuels. Il est récompensé autant dans la Ligue de hockey de l'Ouest que dans la Ligue canadienne de hockey. Il est le premier choix des Rangers de New York lors du repêchage de la Ligue nationale de hockey en 2001 en étant sélectionné au 10e rang.
En 2001-2002, il est l'auxiliaire de Mike Richter avec les Rangers. En raison d'une blessure à Richter, il joue 17 parties consécutives avant que les Rangers aillent chercher un gardien d'expérience en Mike Dunham. Au terme de cette saison recrue, il est nommé dans l'équipe d'étoiles des recrues de la LNH.
Après une autre saison avec le club new-yorkais, il manque la saison 2003-2004 au complet à cause d'une blessure au nerf de l'épaule gauche. Il ne rejoue que 12 parties après cette blessure, toutes avec les Salmon Kings de Victoria de l'ECHL en 2004-2005. Il annonce officiellement sa retraite le 25 septembre 2005.

## Statistiques
| Saison     | Équipe                   | Ligue      |    | Saison régulière | Saison régulière | Saison régulière | Saison régulière | Saison régulière | Saison régulière | Saison régulière | Saison régulière | Saison régulière | Saison régulière |    | Séries éliminatoires | Séries éliminatoires | Séries éliminatoires | Séries éliminatoires | Séries éliminatoires | Séries éliminatoires | Séries éliminatoires | Séries éliminatoires | Séries éliminatoires |
| Saison     | Équipe                   | Ligue      | PJ | V                | D                | Pr/N             | Min              | BC               | Moy              | % Arr            | Bl               | Pun              | PJ               | V  | D                    | Min                  | BC                   | Moy                  | % Arr                | Bl                   | Pun                  |                      |                      |
| 1997-1998  | Eagles de Bow Valley     | AJHL       | 20 | 9                | 6                | 1                | 1 039            | 58               | 3,35             |                  | 1                |                  | 3                | 0  | 0                    | 97                   | 8                    | 4,95                 |                      | 0                    |                      |                      |                      |
| 1998-1999  | Eagles de Bow Valley     | AJHL       | 38 | 7                | 19               | 6                | 1 941            | 146              | 4,51             |                  | 0                |                  | 2                | 0  | 2                    | 118                  | 8                    | 4,07                 |                      | 0                    |                      |                      |                      |
| 1999-2000  | Ice de Kootenay          | LHOu       | 51 | 34               | 8                | 7                | 3 004            | 126              | 2,52             | 91,2             | 3                |                  | 21               | 16 | 5                    | 1 272                | 43                   | 2,03                 | 93,5                 | 2                    |                      |                      |                      |
| 2000-2001  | Ice de Kootenay          | LHOu       | 50 | 33               | 14               | 2                | 2 922            | 135              | 2,77             | 90,7             | 1                |                  | 11               | 7  | 4                    | 706                  | 23                   | 1,95                 | 93,9                 | 1                    |                      |                      |                      |
| 2001-2002  | Rangers de New York      | LNH        | 31 | 12               | 16               | 0                | 1 737            | 95               | 3,28             | 89,8             | 0                |                  | -                | -  | -                    | -                    | -                    | -                    | -                    | -                    |                      |                      |                      |
| 2001-2002  | Wolf Pack de Hartford    | LAH        | 4  | 2                | 1                | 1                | 244              | 11               | 2,71             | 90,5             | 0                |                  | -                | -  | -                    | -                    | -                    | -                    | -                    | -                    |                      |                      |                      |
| 2002-2003  | Rangers de New York      | LNH        | 32 | 8                | 16               | 4                | 1 762            | 93               | 3,17             | 89               | 1                |                  | -                | -  | -                    | -                    | -                    | -                    | -                    | -                    |                      |                      |                      |
| 2004-2005  | Salmon Kings de Victoria | ECHL       | 12 | 3                | 9                | 0                | 695              | 41               | 3,54             | 89,2             | 0                |                  | -                | -  | -                    | -                    | -                    | -                    | -                    | -                    |                      |                      |                      |
| Totaux LNH | Totaux LNH               | Totaux LNH | 63 | 20               | 32               | 4                | 3 500            | 188              | 3,22             | 89,4             | 1                |                  | -                | -  | -                    | -                    | -                    | -                    | -                    | -                    |                      |                      |                      |

## Trophées et honneurs personnels
- Ligue de hockey junior de l'Alberta
  - 1998 et 1999 : joueur étudiant de l'année
- Ligue de hockey de l'Ouest
  - 2000 : remporte le Trophée Jim Piggott
  - 2001 : remporte le Trophée Del Wilson
  - 2001 : nommé dans la 1re équipe d'étoiles de l'Est
- Ligue canadienne de hockey
  - 2001 : nommé dans la 1re équipe d'étoiles
  - 2001 : nommé gardien de l'année
- Ligue nationale de hockey
  - 2002 : nommé dans l'équipe d'étoiles des recrues